# Henryk Hescheles
Henryk Ignacy Hescheles (ur. 5 grudnia 1886 we Lwowie, zm. 1 lipca 1941 tamże) – polsko-żydowski dziennikarz, pisarz, tłumacz, krytyk literacki i teatralny, członek Rady Miasta Lwowa w II Rzeczypospolitej.

## Życiorys

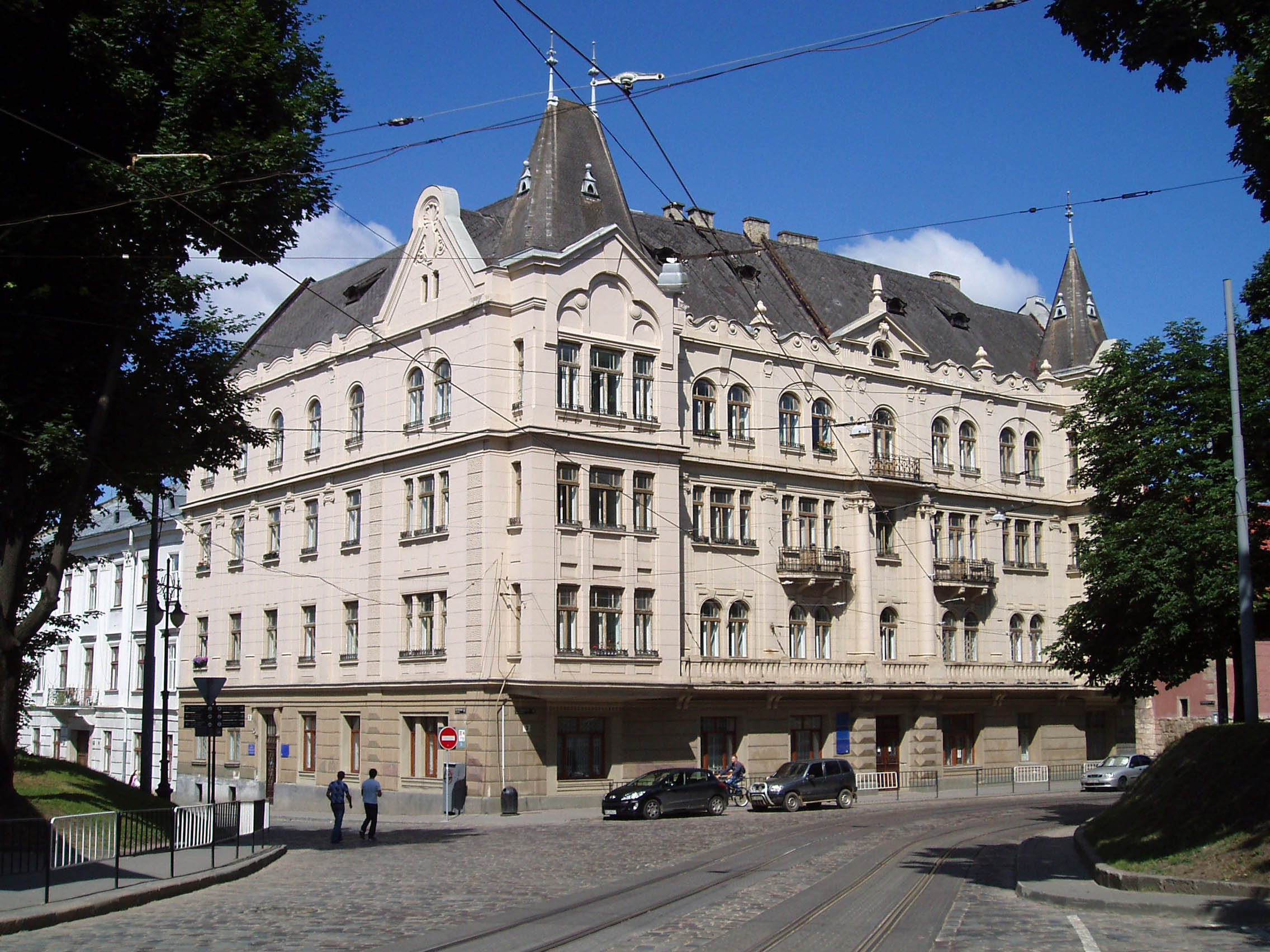
Siedziba dziennika „Chwila” przy ulicy Podwalnej 3 we Lwowie

Urodził się 5 grudnia 1886 we Lwowie, w żydowskiej rodzinie Beniamina i Augusty z Kornfeldów. Jego bratankiem był Marian Hemar. 
W 1907 ukończył C.K. IV Gimnazjum we Lwowie. Ukończył studia prawa na Uniwersytecie Wiedeńskim. Działał w polskiej organizacji patriotycznej Promieniści. Uzyskał tytuł naukowy doktora praw. Jako literat zadebiutował w 1912. Po wybuchu I wojny światowej służył w Legionach Polskich od 1914 do 1915, następnie do 1918 w c. i k. armii.
10 marca 1919 został założycielem lwowskiego polskojęzycznego dziennika „Chwila” o charakterze narodowo-syjonistycznym i od 1931 był jego redaktorem naczelnym do okupacji sowieckiej Lwowa 23 września 1939. Redakcja dziennika mieściła się w budynku przy ulicy Podwalnej 3 (obecnie Pidwalna). Publikował krytyki literackie, recenzje, satyry, nowele.
Działał społecznie. Był członkiem Rady Nadzorczej Miejskiego Muzeum Przemysłu Artystycznego, wiceprezesem Syndykatu Dziennikarzy Lwowskich, Towarzystwa Szkoły Rzemieślniczej im. A. Korkisa we Lwowie; prezesem Żydowskiego Towarzystwa Emigracyjnego Jeas, dyrektorem Spółdzielni Mleczarskich „Chema”. Wspierał Towarzystwo Rygorozantów (Żydowski Dom Akademicki) we Lwowie. W 1935 został członkiem rady nadzorczej Spółki Akcyjnej Handlowo-Przemysłowej M. Weinreb i S-ka.
Pełnił mandat radnego Rady Miasta Lwowa od 1927, był wybierany w wyborach samorządowych 1934, 1939, startując z listy żydowskiej (syjonistów).
Po agresji ZSRR na Polskę przedostał się do Rumunii, po czym powrócił do Lwowa pod okupacją sowiecką, by odnaleźć żonę i córkę. Po ataku Niemiec na ZSRR zamordowany 1 lipca 1941 przez Niemców na podwórzu więzienia Brygidek przy ulicy Kazimierzowskiej we Lwowie w czasie tzw. pogromu więziennego, który nastąpił po masakrach więziennych NKWD, datę tę podaje również Filip Friedman.
Jego żona, Amalia z Blumenthalów (1903–1943), nauczycielka hebrajskiego, pracowała także w redakcji „Chwili”. Popełniła samobójstwo w okupowanym przez Niemców Lwowie. Ich córka Janina przeżyła Holokaust i po wojnie wyemigrowała do Izraela.